# ザ・パトロールビデオ
『ザ・パトロールビデオ』は、グリーンチャンネルで放送されている、競馬に関するテレビ番組。

## 概要
2005年9月より放送を開始。放送時間は毎週火曜日の19:00から22:00の3時間（再放送金曜早朝4:00-7:00　ただし地方競馬実況中継が実施される場合、3日間以上の変則開催日は別途調整）で、前週に行われた中央競馬の全競走のパトロールビデオをノーカット・実況入りで放送している。一般的な競馬中継映像のように横から撮影したものではなく、高い位置から馬群全体が画面に収まるように撮影されているため、各馬のレース中の位置取りなどがよくわかるようになっている。現在、中央競馬におけるすべてのレースのパトロールビデオからの中継放送は当番組が唯一であり、注目馬の位置取りや脚色などをはっきりととらえられる貴重な映像資料という。
また、GI競走の場合は勝利騎手インタビューも合わせて放送される。なお、2010年4月1日から2013年12月までは毎週木曜日の14:00から17:00に再放送されていた。
番組は競馬場別に土曜・日曜の最大24レースを1時間にまとめた構成となっており、原則として『今日・今週・先週のレースリプレイ』と同じ要領で、関東主場→関西主場→第3場（裏開催）の順番で構成されている。2場開催の場合は第3場のところで環境映像を入れる。パターンは以下の通り。
| 時間帯    | 2場開催の場合            | 3場開催の場合            |
| --------- | ------------------------ | ------------------------ |
| 00-60分   | 関東主場土曜日・日曜日分 | 関東主場土曜日・日曜日分 |
| 60-120分  | 関西主場土曜日・日曜日分 | 関西主場土曜日・日曜日分 |
| 120-180分 | 環境映像                 | 第3場土曜日・日曜日分    |

凡例
- 関東主場=東京・中山、および夏季の福島・新潟
- 関西主場=阪神・京都、および夏季の中京・小倉
- 第3場=夏季以外の福島・新潟・中京・小倉、および夏季の札幌・函館

※祝日などの変則開催が生じた場合は別途編成を調整する。

### 年末年始特番
当番組開始後、毎年年末年始には「20xxGI 競争全パトロールビデオ」と題し、その年のグレードワン (GI/JpnI)競走（障害戦含む）のパトロールビデオから撮影した全レースの実況ノーカット再生が放送されている。